# Segundo Gabinete Schröder
| Cargo                                                               | Imagem    | Incumbente                                                                     | Partido | Partido              | Secretário de Estado Parlamentar e Ministro de Estado                                     | Partido                  |
| ------------------------------------------------------------------- | --------- | ------------------------------------------------------------------------------ | ------- | -------------------- | ----------------------------------------------------------------------------------------- | ------------------------ |
| Chanceler                                                           | zentriert | Gerhard Schröder                                                               |         | SPD                  | Rolf Schwanitz Christina Weiss                                                            | SPD                      |
| Vice-Chanceler                                                      | zentriert | Joseph „Joschka“ Fischer                                                       |         | Aliança 90/Os Verdes | –                                                                                         | –                        |
| Ministro das Relações Exteriores                                    | zentriert | Joseph „Joschka“ Fischer                                                       |         | Aliança 90/Os Verdes | Hans Martin Bury Kerstin Müller                                                           | SPD Aliança 90/Os Verdes |
| Ministro do Interior                                                | zentriert | Otto Schily                                                                    |         | SPD                  | Fritz Rudolf Körper Ute Vogt                                                              | SPD                      |
| Ministro da Justiça                                                 | zentriert | Brigitte Zypries                                                               |         | SPD                  | Alfred Hartenbach                                                                         | SPD                      |
| Ministro das Finanças                                               | zentriert | Hans Eichel                                                                    |         | SPD                  | Karl Diller Barbara Hendricks                                                             | SPD                      |
| Ministro da Economia e Tecnologia                                   | zentriert | Wolfgang Clement                                                               |         | SPD                  | Gerd Andres Ditmar Staffelt Rezzo Schlauch                                                | SPD Aliança 90/Os Verdes |
| Ministro da Nutrição, Agricultura e Defesa do Consumidor            | zentriert | Renate Künast até 4 de outubro de 2005                                         |         | Aliança 90/Os Verdes | Gerald Thalheim Matthias Berninger                                                        | SPD Aliança 90/Os Verdes |
| Ministro da Nutrição, Agricultura e Defesa do Consumidor            | zentriert | Jürgen Trittin a partir de 4 de outubro de 2005 mit der Wahrnehmung beauftragt |         | Aliança 90/Os Verdes | Gerald Thalheim Matthias Berninger                                                        | SPD Aliança 90/Os Verdes |
| Ministro da Defesa                                                  | zentriert | Peter Struck (1943 — 2012)                                                     |         | SPD                  | Walter Kolbow Hans Georg Wagner                                                           | SPD                      |
| Ministro da Família, Idosos, Mulheres e Juventude                   | zentriert | Renate Schmidt                                                                 |         | SPD                  | Marieluise Beck Christel Riemann-Hanewinckel                                              | Aliança 90/Os Verdes SPD |
| Ministério da Saúde                                                 | zentriert | Ursula „Ulla“ Schmidt                                                          |         | SPD                  | Marion Caspers-Merk Franz Thönnes                                                         | SPD                      |
| Ministro dos Transportes, Construção e Desenvolvimento das Cidades  | zentriert | Manfred Stolpe                                                                 |         | SPD                  | Iris Gleicke Achim Großmann Angelika Mertens                                              | SPD                      |
| Ministro do Meio Ambiente, Proteção da Natureza e Segurança Nuclear | zentriert | Jürgen Trittin                                                                 |         | Aliança 90/Os Verdes | Simone Probst Margareta Wolf                                                              | Aliança 90/Os Verdes     |
| Ministro da Educação e Pesquisa                                     | zentriert | Edelgard Bulmahn                                                               |         | SPD                  | Christoph Matschie até 1 de julho de 2004 Ulrich Kasparick a partir de 1 de julho de 2004 | SPD                      |
| Ministro para Cooperação e Desenvolvimento                          | zentriert | Heidemarie Wieczorek-Zeul                                                      |         | SPD                  | Uschi Eid                                                                                 | Aliança 90/Os Verdes     |